# 乔万选
乔万选（1896年—？）又名乔德符，字子青，山西徐沟（今清徐）人。中华民国政治人物。

## 生平
乔万选1919年毕业于清华学校，后赴美国留学，1921年毕业于威斯康辛大学政治系，1921年、1926年分别获哥伦比亚大学法学硕士及法学博士学位。回国后，历任上海租界临时法院推事，东吴大学法学院教授，中央大学法学院副教授，山西党政学院主任，国民政府内政部统计司司长。1935年6月至1936年9月，乔万选担任江苏上海第二特区地方法院检察处首席检察官。其间，1936年8月至9月，乔万选代理江苏高等法院第三分院检察处首席检察官。1936年9月，正式调任江苏高等法院第三分院检察处首席检察官。
乔万选曾在1930年被任命为清华大学校长，但因该校师生阻挠而未能就任。1930年3月正值中原大战，反蒋介石的山西军阀阎锡山和汪精卫等在北平另组北平国民政府，与南京国民政府对峙。阎锡山势力侵入华北和平津。当时的清华大学校长罗家伦因代表南京中国国民党势力而处境艰难，1930年5月20日，对罗家伦不满的部分学生趁机提出“请罗家伦自动辞职”议案。虽然提案翌日遭全体学生大会否决，但罗家伦仍辞职离校，并在辞呈上写道：“学风虽致凌替，士气不可不存。”罗家伦辞职后，清华校务改由以教务长、秘书长及各院院长组成的校务会议加以维持，代行校长职权。阎锡山1930年6月任命出身清华的山西人乔万选为清华大学校长。清华大学校内也有拥护乔万选的势力“拥乔派”组织了“护校团”。1930年6月25日，乔万选带领卫兵和属员准备武力开入清华大学接收校长权力。清华大学师生在学生会和纠察队的组织下，打着“拒绝乔万选”的大旗，在校门口将乔万选的人马堵住，并把校友乔万选请到同方部说理，乔万选被迫当场签字画押：“永远不再存清华校长的野心。”这就是清华历史上著名的“驱乔事件”。不久阎锡山也收回任命，电饬乔万选返晋。
抗日战争时期，乔万选投靠汪精卫政权。1940年11月起，历任上海法租界汪精卫政权江苏高等法院第三分院院长、国民政府司法行政部常务次长、中国国民党中央政治委员会法制专门委员会副主任委员、国民政府司法行政部政务次长、国民政府政务参赞、特别法庭审判官、庭长等职。抗日战争结束后，乔万选到重庆，在南泉新闻专科学校任教。

## 家庭
喬萬選和妻子楊秀蓉共育有三女二男︰喬秋月（長女）、喬潤月（次女）、喬生炳（長男）、喬珊月（三女）、喬生祥（次男）。長女和空軍飛行員王宿儒於1947年在上海結婚，並於1949年遷台。堂弟喬萬森於1948年亦遷居台灣，配偶王靜珠教授為知名教育家。

## 著作
- 乔万选，产业合作大纲
- 乔万选 編著，比較地方自治，上海：大陆书局，1932年

## 乔万选旧居
乔万选旧居在山西省清徐县东湖街道西关村，2008年9月10日由太原市文物普查队发现。